# Hold Your Fire (album de FireHouse)
Pour les articles homonymes, voir Hold Your Fire.
Albums de FireHouse
FireHouse
(1990) 3
(1995)
Singles
1. Reach for the Sky
2. When I Look Into Your Eyes
3. Sleeping with You

Hold Your Fire est le second album du groupe FireHouse sorti en 1992.

## Liste des chansons
| No  | Titre                      | Durée |
| --- | -------------------------- | ----- |
| 1.  | Reach for the Sky          | 4:47  |
| 2.  | Rock You Tonight           | 4:35  |
| 3.  | Sleeping With You          | 3:51  |
| 4.  | You're Too Bad             | 3:38  |
| 5.  | When I Look Into Your Eyes | 4:00  |
| 6.  | Get in Touch               | 5:24  |
| 7.  | Hold Your Fire             | 3:51  |
| 8.  | The Meaning of Love        | 4:12  |
| 9.  | Talk of the Town           | 4:38  |
| 10. | Life in the Real World     | 3:36  |
| 11. | Mama Didn't Raise No Fool  | 4:00  |
| 12. | Hold the Dream             | 5:02  |